# 光明之淚
《光明之淚》是於2004年11月3日由世嘉發售的動作角色扮演遊戲遊戲，對應PlayStation 2平台。本作是新光明計劃的第2作，由Tony負責人物設計。

## 遊戲系統
使用2名角色一起打敗敵人。除了特殊情況，玩家只能使用主角（Xion）。每個角色擅長不同的領域（間接攻擊、強力的防禦、魔術、快速等），可以善用自己喜歡的角色，所以沒有培育全部人物的必要。每一場戰鬥都有多個舞台，在舞台會出現很多敵人，只要滿足條件就能通往下一個舞台。

## 劇情

### 角色
席恩（Xion，聲：保志總一朗）
本作的主人公。
愛爾雯（Elwing，聲：廣橋涼）
琉奈（Ryuna，聲：神田朱未）
艾特瓦爾神殿的「神龍巫女」。
拉蕯拉斯（Razalus，聲：鄉里大輔）
守護神龍巫女—琉奈的龍人。
布蘭妮裘（Blanc Neige，聲：林原惠）
白騎士所屬的魔道士。人稱「冰刃的魔女」。
弗爾格（Volg，聲：增谷康紀）
白騎士的團長。
真央（Mao，聲：野中藍）
貓獸人與人類的混血。忍者。
弗藍貝裘（Keiner，聲：神奈延年）
庫比多（Cupid，聲：野島健兒）
畢歐斯（Pios，聲：三浦祥朗）
Maple（聲：林原惠）
迪奧克雷斯（聲：銀河万丈）

## 音樂
主題歌
- 《Shining Tears》
- 作詞：近藤ナツコ，作曲、編曲：たかはしごう，歌：保志總一朗

片尾曲
《光のシルエット》
- 作詞：國分友里惠，作曲、編曲：岩本正樹，歌：保志總一朗

## 發行
分別有普通版和DX Pack版，DX Pack版附送電話卡和記憶卡貼紙等。預約兩版都會優惠附送CM和短片的DVD。

## 關連商品

### 動畫作品
《光明之淚X風》（Shining Tears X Wind）自2007年4月6日開始在日本開始放映。故事內容講述《光明之淚》與《光明之風》之間的交差，兩個遊戲中的人物均有出現在動畫內。

### 漫畫作品
在《GanGan Powered》（史克威爾·艾尼克斯）連載中。作畫：神田晶。

### 小說
- 作者：加納新太

1. 《光明之淚 雙龍騎士》 ISBN 978-986-209-488-4
2. 《光明之淚 神龍之劍》 ISBN 978-986-209-545-4
3. 《光明之淚to風 公主們的冒險》 ISBN 978-4-7577-3509-5

## 外部連結
- 官方網站（页面存档备份，存于）
- Shining World* （页面存档备份，存于）
- 小說官方網站[永久]（台灣）